# 42e législature du Québec
La 42e législature du Québec est un cycle parlementaire de l'Assemblée nationale du Québec qui s'ouvre le 28 novembre 2018 à la suite des élections générales québécoises de 2018 tenues le 1er octobre précédent. Cette élection donne lieu à la formation d'un gouvernement majoritaire de la Coalition avenir Québec dirigé par François Legault. Elle est close par la dissolution de l'Assemblée le 28 août 2022.

## Lois marquantes

### Première session
- Loi sur la laïcité de l'État, L.Q. 2019, chap. 12 (projet de loi no 21)[1]
- Loi concernant le transport rémunéré de personnes par automobile, L.Q. 2019, chap. 18 (projet de loi no 17)[2]
- Loi resserrant l'encadrement du cannabis, L.Q. 2019, chap. 21 (projet de loi no 2)[3].
- Loi modifiant la Loi sur l'instruction publique et d'autres dispositions à l'égard des services de l'éducation préscolaire destinés aux élèves âgées de 4 ans, L.Q. 2019, chap. 24 (projet de loi no 5)[4]
- Loi visant à simplifier le processus d'établissement des tarifs de distribution d'électricité, L.Q. 2019, chap. 27 (projet de loi no 34)[5]
- Loi modifiant principalement la Loi sur l'instruction publique relativement à l'organisation et à la gouvernance scolaires, L.Q. 2020, chap. 1 (projet de loi no 40)[6]
- Loi modifiant la Loi sur les infirmières et les infirmiers et d'autres dispositions afin de favoriser l'accès aux services de santé, L.Q. 2020, chap. 6 (projet de loi no 43)[7]

## Chronologie

### 2018
- 1er octobre : 42e élections générales québécoises. Défait dans sa circonscription et son parti subissant une impressionnante défaite, Jean-François Lisée démissionne de son poste de chef du Parti québécois.
- 4 octobre : Démission de Philippe Couillard comme chef du Parti libéral du Québec et député de Roberval.
- 5 octobre : Pierre Arcand est nommé chef intérimaire du Parti libéral du Québec et Guy Ouellette est expulsé du caucus du parti.
- 9 octobre : Pascal Bérubé est nommé chef intérimaire du Parti québécois.
- 15 octobre : Assermentation des 29 députés du Parti libéral du Québec.
- 16 octobre : Assermentation des 74 députés de la Coalition avenir Québec.
- 17 octobre : Assermentation des 10 députés de Québec solidaire.
- 18 octobre : François Legault annonce les ministres qui composeront son premier gouvernement.
- 19 octobre : Assermentation des 10 députés du Parti québécois.
- 27 novembre : Élection de François Paradis, député de Lévis, à la présidence de l'Assemblée nationale.
- 28 novembre : Discours d'ouverture de la première session par le premier ministre François Legault.
- 10 décembre : Élection de Nancy Guillemette de la Coalition avenir Québec lors de l'élection partielle de Roberval.

### 2019
- 11 mars : Catherine Fournier quitte le Parti québécois pour siéger comme députée indépendante.
- 21 mars : Québec solidaire devient le deuxième groupe d'opposition et le Parti québécois devient le troisième groupe d'opposition[8].
- 21 mars : Dépôt du premier budget du gouvernement Legault.
- 28 mars : Dépôt du projet de loi n°21 intitulé Loi sur la laïcité de l'État.
- 30 août : Sébastien Proulx démissionne comme député de Jean-Talon.
- 2 décembre : Élection de Joëlle Boutin comme député caquiste de Jean-Talon lors d'une partielle[9].

### 2020
- 17 mars : L'Assemblée nationale ajourne ses travaux en raison de la pandémie de Covid-19[10].
- 11 mai : Dominique Anglade devient cheffe du Parti libéral du Québec et cheffe de l'opposition officielle après le désistement de l'autre candidat, Alexandre Cusson.
- 16 décembre : Le député Harold LeBel est exclu du caucus du Parti québécois à la suite d'accusations formelles d'agressions sexuelles sur Catherine Fournier.
- 17 décembre : Le député Denis Tardif est exclu du caucus de la Coalition avenir Québec à la suite de la circulation d'une vidéo le montrant faisant fi des règles de distanciation sociale.

### 2021
- 30 mars : Le député Louis-Charles Thouin est exclu du caucus de la Coalition avenir Québec à la suite de l'ouverture d'une enquête de l'UPAC.
- 12 avril : Le député Denis Tardif réintègre le caucus de la Coalition avenir Québec.
- 4 mai : La ministre Marie-Eve Proulx démissionne du Conseil des ministres à la suite de nombreuses plaintes pour harcèlement la visant.
- 4 juin : Le député Sylvain Roy quitte le caucus du Parti québécois pour devenir indépendant.
- 15 juin : La députée Claire Samson est exclue du caucus de la Coalition avenir Québec pour son don de 100 $ au Parti conservateur du Québec .
- 18 juin : La députée Claire Samson qui est indépendante depuis le 15 juin mentionne en conférence de presse être maintenant représentante du Parti conservateur du Québec.
- 14 septembre : Le député Louis-Charles Thouin réintègre le caucus de la Coalition avenir Québec à la suite de la fin d'une enquête de l'UPAC où il est blanchi de tout soupçon.
- 13 octobre : Prorogation de la première session de la 42e législature.
- 19 octobre : Discours d'ouverture de la deuxième session par le premier ministre François Legault.
- 8 novembre : La députée Marie Montpetit est exclue du caucus du Parti libéral du Québec à la suite de l'ouverture d'une plainte pour harcèlement psychologique.
- 13 novembre : La députée indépendante Catherine Fournier démissionne à la suite de son élection à la mairie de Longueuil.

### 2022
- 11 avril : Shirley Dorismond remporte l'élection partielle dans la circonscription de Marie-Victorin pour la Coalition avenir Québec. Elle est assermentée le 26 avril 2022.
- 28 août : Dissolution de la législature et déclenchement d'élections générales[11].

## Répartition des sièges
La répartition des sièges au 29 mars 2022 avec ajout de Dorismond au siège vacant.
|  | Barrette   | Kelley      | Benjamin  |  | Sauvé     | Polo     |  | Arcand   | Ciccone |  | Rizqy   | Rousselle |  | Dorion           | Marissal   |  | Leduc          | Richard |  | Lamothe     |  | Montpetit |  |           |
|  |            |             |           |  |           |          |  |          |         |  |         |           |  |                  |            |  |                |         |  | Guillemette |  | Dorismond |  | Ouellette |
|  | Robitaille | Charbonneau | Ménard    |  | Maccarone | Melançon |  | Rotiroti | Derraji |  | David   | Weil      |  | Lessard-Therrien | Fontecilla |  | Gaudreault     | Bérubé  |  | Allaire     |  | D. Tardif |  | H. LeBel  |
|  |            |             |           |  |           |          |  |          |         |  |         |           |  |                  |            |  |                |         |  | É. Girard   |  | Provençal |  | Roy       |
|  | Gaudreault | Birnbaum    | Thériault |  | Nichols   | Leitão   |  | Anglade  | Fortin  |  | Tanguay | St-Pierre |  | Ghazal           | Zanetti    |  | Perry Mélançon | Hivon   |  | Boutin      |  | Bussière  |  | Samson    |
|  |            |             |           |  |           |          |  |          |         |  |         |           |  |                  |            |  |                |         |  | I. Lecours  |  | Lemieux   |  |           |

|  |  | &space;&space;&space;&space;&space;&space;&space;&space;&space;&space;&space;&space; |  |  | Nadeau-Dubois | Labrie | Massé |  | Arseneau | Ouellet |  |  |  |  |  |  |
|  |  |                                                                                      |  |  |               |        |       |  |          |         |  |  |  |  |  |  |
|  |  |                                                                                      |  |  |               |        |       |  |          |         |  |  |  |  |  |  |

| Paradis |

|                                                                                      |  |  |  |  |           |          |         |  |        |          |  |
|                                                                                      |  |  |  |  |           |          |         |  |        |          |  |
|                                                                                      |  |  |  |  |           |          |         |  |        |          |  |
| &space;&space;&space;&space;&space;&space;&space;&space;&space;&space;&space;&space; |  |  |  |  | Bonnardel | S. LeBel | Roberge |  | Martel | Lavallée |  |

|  |        |          |            |  |             |           |  |          |                |  |           |         |  |            |            |  |             |             |  | Picard   |  | Grondin     |  |           |  |
|  |        |          |            |  |             |           |  |          |                |  |           |         |  |            |            |  |             |             |  | Bélanger |  | Caron       |  | Jacques   |  |
|  | Picard | D'Amours | Rouleau    |  | Laframboise | Guilbault |  | Legault  | Jolin-Barrette |  | E. Girard | McCann  |  | Fitzgibbon | N. Roy     |  | Lemay       | Simard      |  | Foster   |  | Asselin     |  | Thouin    |  |
|  |        |          |            |  |             |           |  |          |                |  |           |         |  |            |            |  |             |             |  | Chassin  |  | Reid        |  | M. Tardif |  |
|  | Soucy  | Skeete   | Dufour     |  | Laforest    | Dubé      |  | Lefebvre | Caire          |  | M. Blais  | Carmant |  | Lamontagne | Charette   |  | Lachance    | S. Lévesque |  | IsaBelle |  | Dansereau   |  | Campeau   |  |
|  |        |          |            |  |             |           |  |          |                |  |           |         |  |            |            |  |             |             |  | Bachand  |  | M. Lévesque |  | S. Blais  |  |
|  | Chassé | Hébert   | L. Lecours |  | Lacombe     | C. Proulx |  | Charest  | Schneeberger   |  | Girault   | Julien  |  | Boulet     | Lafrenière |  | M-E. Proulx | Poulin      |  | Émond    |  | Jeannotte   |  | Tremblay  |  |

|                        |                         |               |                  |                 |                    |             |
|                        |                         |               |                  |                 |                    |             |
|                        |                         |               |                  |                 |                    |             |
|                        |                         |               |                  |                 |                    |             |
|                        |                         |               |                  |                 |                    |             |
|                        |                         |               |                  |                 |                    |             |
|                        |                         |               |                  |                 |                    |             |
| Légende des couleurs : | Coalition avenir Québec | Parti libéral | Québec solidaire | Parti québécois | Parti conservateur | Indépendant |

## Évolution des députés par parti
|                                     |                  |         |                 |                  |             |                              |        |
| Période                             | Coalition avenir | Libéral | Parti québécois | Québec solidaire | Indépendant | Parti conservateur du Québec | Vacant |
| 1er au 4 octobre 2018               | 74               | 31      | 10              | 10               | -           | -                            | -      |
| 4 au 5 octobre 2018                 | 74               | 30      | 10              | 10               | -           | -                            | 1      |
| 5 octobre au 10 décembre 2018       | 74               | 29      | 10              | 10               | 1           | -                            | 1      |
| 10 décembre 2018 au 11 mars 2019    | 75               | 29      | 10              | 10               | 1           | -                            | -      |
| 11 mars au 30 août 2019             | 75               | 29      | 9               | 10               | 2           | -                            | -      |
| 30 août au 2 décembre 2019          | 75               | 28      | 9               | 10               | 2           | -                            | 1      |
| 2 décembre 2019 au 16 décembre 2020 | 76               | 28      | 9               | 10               | 2           | -                            | -      |
| 16 au 17 décembre 2020              | 76               | 28      | 8               | 10               | 3           | -                            | -      |
| 17 décembre 2020 au 30 mars 2021    | 75               | 28      | 8               | 10               | 4           | -                            | -      |
| 30 mars au 12 avril 2021            | 74               | 28      | 8               | 10               | 5           | -                            | -      |
| 12 avril au 4 juin 2021             | 75               | 28      | 8               | 10               | 4           | -                            | -      |
| 4 juin au 15 juin 2021              | 75               | 28      | 7               | 10               | 5           | -                            | -      |
| 15 au 18 juin 2021                  | 74               | 28      | 7               | 10               | 6           | -                            | -      |
| 18 juin au 14 septembre 2021        | 74               | 28      | 7               | 10               | 5           | 1                            | -      |
| 14 septembre au 8 novembre 2021     | 75               | 28      | 7               | 10               | 4           | 1                            | -      |
| 8 au 13 novembre 2021               | 75               | 27      | 7               | 10               | 5           | 1                            | -      |
| 13 novembre 2021 au 11 avril 2022   | 75               | 27      | 7               | 10               | 4           | 1                            | 1      |
| 11 avril au 28 août 2022            | 76               | 27      | 7               | 10               | 4           | 1                            |        |

## Sondages

### Intentions de vote
|                                                                           |                                                   |
| Évolution des intentions de vote pendant la 42e législature du Québec ( ) |                                                   |
| - Coalition avenir Québec - Parti libéral du Québec - Parti québécois     | - Québec solidaire - Parti conservateur du Québec |

##### En 2022 (avant la campagne électorale)
| Dernier jour du sondage                                                            | CAQ | PLQ | PQ | QS | PVQ | PCQ | Autres | Sondeur    | Type de sondage | Échantillon | ME    | Source |
| ---------------------------------------------------------------------------------- | --- | --- | -- | -- | --- | --- | ------ | ---------- | --------------- | ----------- | ----- | ------ |
| Dernier jour du sondage                                                            |     |     |    |    |     |     |        | Sondeur    | Type de sondage | Échantillon | ME    | Source |
| Dissolution de l'Assemblée Nationale et déclenchement des élections (28 août 2022) |     |     |    |    |     |     |        |            |                 |             |       |        |
| 26 août 2022                                                                       | 42  | 17  | 9  | 15 | NC  | 14  | 3      | Léger      | En ligne        | 1 000       | ± 3,1 | PDF    |
| 31 juillet 2022                                                                    | 44  | 18  | 10 | 15 | NC  | 13  | NC     | Léger      | En ligne        | 985         | ± 3,1 | PDF    |
| 19 juin 2022                                                                       | 41  | 18  | 9  | 14 | NC  | 15  | NC     | Léger      | En ligne        | 1 041       | ± 3,1 | PDF    |
| 13 juin 2022                                                                       | 35  | 18  | 10 | 14 | 2   | 19  | 2      | Angus Reid | En ligne        | 1 211       | ± 3,0 | HTML   |
| 10 juin 2022                                                                       | 40  | 21  | 8  | 12 | NC  | 17  | NC     | Mainstreet | En ligne        | 1 404       | ± 3,0 | PDF    |
| 22 mai 2022                                                                        | 46  | 18  | 8  | 13 | NC  | 14  | 2      | Léger      | En ligne        | 1 019       | ± 3,1 | PDF    |
| 17 avril 2022                                                                      | 44  | 17  | 9  | 15 | NC  | 13  | 2      | Léger      | En ligne        | 1 020       | ± 3,1 | PDF    |
| La CAQ remporte l'élection partielle dans Marie-Victorin (11 avril 2022)           |     |     |    |    |     |     |        |            |                 |             |       |        |
| 17 mars 2022                                                                       | 44  | 15  | 8  | 15 | NC  | 16  | 2      | SRM        | En ligne        | 1 000       | ± 3,0 | PDF    |
| 15 mars 2022                                                                       | 33  | 19  | 9  | 16 | 2   | 19  | 2      | Angus Reid | En ligne        | 865         | ± 3,0 | HTML   |
| 15 mars 2022                                                                       | 36  | 16  | 7  | 17 | NC  | 24  | NC     | Mainstreet | En ligne        | 1 200       | ± 3,0 | PDF    |
| 6 mars 2022                                                                        | 41  | 18  | 10 | 14 | NC  | 14  | 3      | Léger      | En ligne        | 1 013       | ± 3,1 | PDF    |
| 13 février 2022                                                                    | 41  | 20  | 11 | 12 | NC  | 14  | 3      | Léger      | En ligne        | 1 017       | ± 3,1 | PDF    |
| 16 janvier 2022                                                                    | 42  | 20  | 11 | 14 | NC  | 11  | 3      | Léger      | En ligne        | 1 032       | ± 3,1 | PDF    |
| 12 janvier 2022                                                                    | 37  | 20  | 12 | 16 | 3   | 9   | 2      | Angus Reid | En ligne        | 760         | ± 3,0 | PDF    |
| 8 janvier 2022                                                                     | 38  | 20  | 10 | 19 | NC  | 13  | 0      | Mainstreet | SVI             | 1 105       | ± 3,0 | PDF    |

##### En 2021
| Dernier jour du sondage                          | CAQ | PLQ | PQ | QS | PVQ | PCQ | Autres | Sondeur    | Type de sondage | Échantillon | ME     | Source |
| ------------------------------------------------ | --- | --- | -- | -- | --- | --- | ------ | ---------- | --------------- | ----------- | ------ | ------ |
| Dernier jour du sondage                          |     |     |    |    |     |     |        | Sondeur    | Type de sondage | Échantillon | ME     | Source |
| 28 novembre 2021                                 | 46  | 20  | 13 | 13 | NC  | 5   | 3      | Léger      | En ligne        | 1 024       | ± 3,0  | HTML   |
| 1er octobre 2021                                 | 37  | 21  | 10 | 15 | 3   | 11  | 3      | Angus Reid | En ligne        | 716         | ± 2,0  | HTML   |
| 30 septembre 2021                                | 47  | 20  | 11 | 11 | NC  | 8   | 3      | Léger      | En ligne        | 1 002       | ± 3,1  | PDF    |
| 30 août 2021                                     | 49  | 16  | 9  | 14 | NC  | 9   | NC     | SRM        | En ligne        | 1 500       | NC     | HTML   |
| 7 juin 2021                                      | 41  | 21  | 11 | 14 | 3   | 8   | 1      | Angus Reid | En ligne        | 679         | ± 3,0  | HTML   |
| 2 mai 2021                                       | 46  | 20  | 12 | 14 | NC  | 6   | 3      | Léger      | En ligne        | 1 015       | ± 3,1  | PDF    |
| Éric Duhaime est élu chef du PCQ (17 avril 2021) |     |     |    |    |     |     |        |            |                 |             |        |        |
| 9 février 2021                                   | 48  | 21  | 11 | 12 | NC  | NC  | 8      | Mainstreet | En ligne        | 1 012       | ± 3,08 | PDF    |

##### En 2020
| Dernier jour du sondage                                                              | CAQ | PLQ | PQ | QS | PVQ | PCQ | Autres | Sondeur    | Type de sondage | Échantillon | ME     | Source |
| ------------------------------------------------------------------------------------ | --- | --- | -- | -- | --- | --- | ------ | ---------- | --------------- | ----------- | ------ | ------ |
| Dernier jour du sondage                                                              |     |     |    |    |     |     |        | Sondeur    | Type de sondage | Échantillon | ME     | Source |
| 13 décembre 2020                                                                     | 49  | 22  | 14 | 11 | NC  | NC  | 5      | Léger      | En ligne        | 1 004       | ± 3,1  | PDF    |
| 30 novembre 2020                                                                     | 37  | 24  | 14 | 13 | 2   | 9   | 1      | Angus Reid | En ligne        | 768         | ±      | PDF    |
| 25 novembre 2020                                                                     | 44  | 23  | 14 | 12 | NC  | NC  | 7      | Léger      | En ligne        | 1 000       | ± 3,1  | HTML   |
| 18 octobre 2020                                                                      | 50  | 18  | 16 | 13 | NC  | NC  | 3      | Léger      | En ligne        | 1 011       | ± 3,1  | PDF    |
| Paul St-Pierre Plamondon est élu chef du PQ (9 octobre 2020)                         |     |     |    |    |     |     |        |            |                 |             |        |        |
| 3 septembre 2020                                                                     | 48  | 22  | 17 | 11 | NC  | NC  | 3      | Léger      | En ligne        | 1 000       | ± 3,1  | PDF    |
| 26 août 2020                                                                         | 57  | 17  | 11 | 9  | NC  | NC  | 6      | Ekos       | SVI             | 4 043       | ± 1,53 | PDF    |
| 20 juillet 2020                                                                      | 38  | 29  | 17 | 9  | 7   | NC  | 1      | Innovative | En ligne        | 565         | NC     | PDF    |
| 3 juillet 2020                                                                       | 59  | 19  | 8  | 9  | NC  | NC  | 5      | Ekos       | NC              | 1 560       | ± 2,48 | PDF    |
| 23 juin 2020                                                                         | 39  | 29  | 21 | 5  | 6   | NC  | 1      | Innovative | NC              | 336         | NC     | PDF    |
| 21 juin 2020                                                                         | 51  | 22  | 14 | 10 | NC  | NC  | 4      | Léger      | En ligne        | 1 002       | ± 3,0  | PDF    |
| 1er juin 2020                                                                        | 38  | 28  | 16 | 9  | 8   | NC  | 1      | Innovative | NC              | 359         | NC     | PDF    |
| 25 mai 2020                                                                          | 54  | 22  | 11 | 8  | NC  | NC  | 5      | Léger      | En ligne        | 1 203       | ± 3,0  | HTML   |
| 24 mai 2020                                                                          | 50  | 22  | 11 | 10 | 4   | 3   | 0      | Angus Reid | NC              | 739         | NC     | PDF    |
| Dominique Anglade est élue cheffe du PLQ (11 mai 2020)                               |     |     |    |    |     |     |        |            |                 |             |        |        |
| 5 mai 2020                                                                           | 35  | 32  | 17 | 8  | 6   | NC  | 0      | Innovative | NC              | 433         | NC     | PDF    |
| 26 mars 2020                                                                         | 52  | 19  | 14 | 10 | NC  | NC  | 4      | Ekos       | NC              | 523         | ± 4,3  | PDF    |
| 16 mars 2020                                                                         | 46  | 22  | 18 | 10 | NC  | NC  | 3      | Léger      | En ligne        | 1 006       | ± 3,1  | PDF    |
| Déclaration de l'état d'urgence à la suite de la pandémie de Covid-19 (13 mars 2020) |     |     |    |    |     |     |        |            |                 |             |        |        |
| 28 février 2020                                                                      | 36  | 22  | 17 | 16 | 4   | 3   | 2      | Angus Reid | NC              | 638         | NC     | PDF    |
| 17 février 2020                                                                      | 40  | 28  | 18 | 15 | NC  | NC  | NC     | Léger      | NC              | 1 017       | ± 3,1  | HTML   |
| 15 janvier 2020                                                                      | 42  | 23  | 19 | 11 | NC  | NC  | 5      | Léger      | NC              | 1 202       | ± 2,8  | HTML   |

##### En 2019
| Dernier jour du sondage                                                     | CAQ | PLQ | PQ | QS | PVQ | PCQ | Autres | Sondeur    | Type de sondage | Échantillon | ME     | Source |
| --------------------------------------------------------------------------- | --- | --- | -- | -- | --- | --- | ------ | ---------- | --------------- | ----------- | ------ | ------ |
| Dernier jour du sondage                                                     |     |     |    |    |     |     |        | Sondeur    | Type de sondage | Échantillon | ME     | Source |
| La CAQ remporte l'élection partielle dans Jean-Talon (2 décembre 2019)      |     |     |    |    |     |     |        |            |                 |             |        |        |
| 25 novembre 2019                                                            | 38  | 27  | 19 | 10 | NC  | NC  | 6      | Léger      | En ligne        | 1 000       | ± 3,1  | PDF    |
| 24 juillet 2019                                                             | 42  | 22  | 12 | 15 | NC  | NC  | 10     | Forum      | SVI             | 977         | ± 3,0  | PDF    |
| 2 juillet 2019                                                              | 48  | 22  | 11 | 15 | NC  | NC  | NC     | Mainstreet | NC              | 871         | ± 3,32 | HTML   |
| L'Assemblée nationale adopte la Loi sur la laïcité de l'État (16 juin 2019) |     |     |    |    |     |     |        |            |                 |             |        |        |
| 12 juin 2019                                                                | 46  | 16  | 13 | 19 | NC  | NC  | 6      | Forum      | SVI             | 1 471       | ± 2,55 | PDF    |
| 21 mai 2019                                                                 | 46  | 23  | 14 | 13 | NC  | NC  | 4      | Léger      | En ligne        | ~ 1 000     | ± 3,0  | HTML   |
| 21 mars 2019                                                                | 45  | 22  | 10 | 15 | NC  | NC  | 7      | Mainstreet | NC              | 940         | ± 3,2  | PDF    |
| 11 mars 2019                                                                | 44  | 21  | 15 | 15 | NC  | NC  | 5      | Léger      | En ligne        | 1 014       | ± 3,08 | PDF    |
| 28 janvier 2019                                                             | 42  | 22  | 18 | 15 | NC  | NC  | 3      | Léger      | En ligne        | 1 007       | ± 3,09 | HTML   |
| 18 janvier 2019                                                             | 45  | 26  | 9  | 16 | NC  | NC  | 5      | Mainstreet | SVI             | 979         | ± 3,13 | PDF    |

##### En 2018 (après les élections)
| Dernier jour du sondage                                               | CAQ   | PLQ   | PQ    | QS    | PVQ  | PCQ  | Autres | Sondeur    | Type de sondage | Échantillon | ME     | Source |
| --------------------------------------------------------------------- | ----- | ----- | ----- | ----- | ---- | ---- | ------ | ---------- | --------------- | ----------- | ------ | ------ |
| Dernier jour du sondage                                               |       |       |       |       |      |      |        | Sondeur    | Type de sondage | Échantillon | ME     | Source |
| La CAQ remporte l'élection partielle dans Roberval (10 décembre 2018) |       |       |       |       |      |      |        |            |                 |             |        |        |
| 7 novembre 2018                                                       | 39    | 23    | 14    | 19    | NC   | NC   | 5      | Mainstreet | SVI             | 895         | ± 3,27 | HTML   |
| Élection de 2018                                                      | 37,42 | 24,82 | 17,06 | 16,10 | 1,68 | 1,46 | 1,46   |            |                 |             |        | HTML   |

## Liste des députés
- Les noms gras indiquent que la personne a été membre du conseil des ministres durant la législature.
- Les noms en italique indiquent les personnes qui ont été chefs d'un parti politique durant la législature (François Legault, Philippe Couillard, Dominique Anglade, Gabriel Nadeau-Dubois et Manon Massé).

|  | Nom                           | Parti                        | Circonscription             |
|  | ----------------------------- | ---------------------------- | --------------------------- |
|  | Pierre Dufour                 | Coalition avenir             | Abitibi-Est                 |
|  | Suzanne Blais                 | Coalition avenir             | Abitibi-Ouest               |
|  | Christine St-Pierre           | Libéral                      | Acadie                      |
|  | Lise Thériault                | Libéral                      | Anjou–Louis-Riel            |
|  | Agnès Grondin                 | Coalition avenir             | Argenteuil                  |
|  | Eric Lefebvre                 | Coalition avenir             | Arthabaska                  |
|  | Luc Provençal                 | Coalition avenir             | Beauce-Nord                 |
|  | Samuel Poulin                 | Coalition avenir             | Beauce-Sud                  |
|  | Claude Reid                   | Coalition avenir             | Beauharnois                 |
|  | Stéphanie Lachance            | Coalition avenir             | Bellechasse                 |
|  | Caroline Proulx               | Coalition avenir             | Berthier                    |
|  | Nadine Girault                | Coalition avenir             | Bertrand                    |
|  | Mario Laframboise             | Coalition avenir             | Blainville                  |
|  | Sylvain Roy                   | Parti québécois (2018-2021)  | Bonaventure                 |
|  | Sylvain Roy                   | Indépendant (2021-2022)      | Bonaventure                 |
|  | Simon Jolin-Barrette          | Coalition avenir             | Borduas                     |
|  | Paule Robitaille              | Libéral                      | Bourassa-Sauvé              |
|  | Richard Campeau               | Coalition avenir             | Bourget                     |
|  | Isabelle Charest              | Coalition avenir             | Brome-Missisquoi            |
|  | Jean-François Roberge         | Coalition avenir             | Chambly                     |
|  | Sonia LeBel                   | Coalition avenir             | Champlain                   |
|  | Mathieu Lévesque              | Coalition avenir             | Chapleau                    |
|  | Jonatan Julien                | Coalition avenir             | Charlesbourg                |
|  | Émilie Foster                 | Coalition avenir             | Charlevoix–Côte-de-Beaupré  |
|  | MarieChantal Chassé           | Coalition avenir             | Châteauguay                 |
|  | Sylvain Lévesque              | Coalition avenir             | Chauveau                    |
|  | Andrée Laforest               | Coalition avenir             | Chicoutimi                  |
|  | Guy Ouellette                 | Libéral (2018)               | Chomedey                    |
|  | Guy Ouellette                 | Indépendant (2018-2022)      | Chomedey                    |
|  | Marc Picard                   | Coalition avenir             | Chutes-de-la-Chaudière      |
|  | Marie-Eve Proulx              | Coalition avenir             | Côte-du-Sud                 |
|  | David Birnbaum                | Libéral                      | D'Arcy-McGee                |
|  | Benoit Charette               | Coalition avenir             | Deux-Montagnes              |
|  | Sébastien Schneeberger        | Coalition avenir             | Drummond–Bois-Francs        |
|  | François Tremblay             | Coalition avenir             | Dubuc                       |
|  | Lorraine Richard              | Parti québécois              | Duplessis                   |
|  | Monique Sauvé                 | Libéral                      | Fabre                       |
|  | Méganne Perry Mélançon        | Parti québécois              | Gaspé                       |
|  | Robert Bussière               | Coalition avenir             | Gatineau                    |
|  | Gabriel Nadeau-Dubois         | Québec solidaire             | Gouin                       |
|  | François Bonnardel            | Coalition avenir             | Granby                      |
|  | Eric Girard                   | Coalition avenir             | Groulx                      |
|  | Alexandre Leduc               | Québec solidaire             | Hochelaga-Maisonneuve       |
|  | Maryse Gaudreault             | Libéral                      | Hull                        |
|  | Claire IsaBelle               | Coalition avenir             | Huntingdon                  |
|  | Claire Samson                 | Coalition avenir (2014-2021) | Iberville                   |
|  | Claire Samson                 | Indépendante (2021)          | Iberville                   |
|  | Claire Samson                 | Conservateur (2021-2022)     | Iberville                   |
|  | Joël Arseneau                 | Parti québécois              | Îles-de-la-Madeleine        |
|  | Gregory Kelley                | Libéral                      | Jacques-Cartier             |
|  | Sol Zanetti                   | Québec solidaire             | Jean-Lesage                 |
|  | Sébastien Proulx (2018-2019)  | Libéral                      | Jean-Talon                  |
|  | Joëlle Boutin (2019-2022)     | Coalition avenir             | Jean-Talon                  |
|  | Filomena Rotiroti             | Libéral                      | Jeanne-Mance–Viger          |
|  | André Lamontagne              | Coalition avenir             | Johnson                     |
|  | Véronique Hivon               | Parti québécois              | Joliette                    |
|  | Sylvain Gaudreault            | Parti québécois              | Jonquière                   |
|  | François Legault              | Coalition avenir             | L'Assomption                |
|  | Éric Caire                    | Coalition avenir             | La Peltrie                  |
|  | Gaétan Barrette               | Libéral                      | La Pinière                  |
|  | Christian Dubé                | Coalition avenir             | La Prairie                  |
|  | Chantale Jeannotte            | Coalition avenir             | Labelle                     |
|  | Éric Girard                   | Coalition avenir             | Lac-Saint-Jean              |
|  | Marc Tanguay                  | Libéral                      | LaFontaine                  |
|  | Nicole Ménard                 | Libéral                      | Laporte                     |
|  | Andrés Fontecilla             | Québec solidaire             | Laurier-Dorion              |
|  | Saul Polo                     | Libéral                      | Laval-des-Rapides           |
|  | Marie-Louise Tardif           | Coalition avenir             | Laviolette–Saint-Maurice    |
|  | Lucie Lecours                 | Coalition avenir             | Les Plaines                 |
|  | François Paradis              | Coalition avenir             | Lévis                       |
|  | Isabelle Lecours              | Coalition avenir             | Lotbinière-Frontenac        |
|  | Geneviève Guilbault           | Coalition avenir             | Louis-Hébert                |
|  | Hélène David                  | Libéral                      | Marguerite-Bourgeoys        |
|  | Catherine Fournier            | Parti québécois (2018-2019)  | Marie-Victorin              |
|  | Catherine Fournier            | Indépendante (2019-2021)     | Marie-Victorin              |
|  | Shirley Dorismond             | Coalition avenir (2022)      | Marie-Victorin              |
|  | Enrico Ciccone                | Libéral                      | Marquette                   |
|  | Simon Allaire                 | Coalition avenir             | Maskinongé                  |
|  | Mathieu Lemay                 | Coalition avenir             | Masson                      |
|  | Pascal Bérubé                 | Parti québécois              | Matane-Matapédia            |
|  | Marie Montpetit               | Libéral (2018-2021)          | Maurice-Richard             |
|  | Marie Montpetit               | Indépendante (2021-2022)     | Maurice-Richard             |
|  | François Jacques              | Coalition avenir             | Mégantic                    |
|  | Ruba Ghazal                   | Québec solidaire             | Mercier                     |
|  | Francine Charbonneau          | Libéral                      | Mille-Îles                  |
|  | Sylvie D'Amours               | Coalition avenir             | Mirabel                     |
|  | Pierre Arcand                 | Libéral                      | Mont-Royal–Outremont        |
|  | Nathalie Roy                  | Coalition avenir             | Montarville                 |
|  | Jean-François Simard          | Coalition avenir             | Montmorency                 |
|  | Monsef Derraji                | Libéral                      | Nelligan                    |
|  | Donald Martel                 | Coalition avenir             | Nicolet-Bécancour           |
|  | Kathleen Weil                 | Libéral                      | Notre-Dame-de-Grâce         |
|  | Gilles Bélanger               | Coalition avenir             | Orford                      |
|  | Mathieu Lacombe               | Coalition avenir             | Papineau                    |
|  | Chantal Rouleau               | Coalition avenir             | Pointe-aux-Trembles         |
|  | André Fortin                  | Libéral                      | Pontiac                     |
|  | Vincent Caron                 | Coalition avenir             | Portneuf                    |
|  | Marguerite Blais              | Coalition avenir             | Prévost                     |
|  | Martin Ouellet                | Parti québécois              | René-Lévesque               |
|  | Lise Lavallée                 | Coalition avenir             | Repentigny                  |
|  | Jean-Bernard Émond            | Coalition avenir             | Richelieu                   |
|  | André Bachand                 | Coalition avenir             | Richmond                    |
|  | Harold LeBel                  | Parti québécois (2018-2020)  | Rimouski                    |
|  | Harold LeBel                  | Indépendant (2020-2022)      | Rimouski                    |
|  | Denis Tardif                  | Coalition avenir (2018-2020) | Rivière-du-Loup–Témiscouata |
|  | Denis Tardif                  | Indépendant (2020-2021)      | Rivière-du-Loup–Témiscouata |
|  | Denis Tardif                  | Coalition avenir (2021-2022) | Rivière-du-Loup–Témiscouata |
|  | Carlos J. Leitão              | Libéral                      | Robert-Baldwin              |
|  | Philippe Couillard (2018)     | Libéral                      | Roberval                    |
|  | Nancy Guillemette (2018-2022) | Coalition avenir             | Roberval                    |
|  | Vincent Marissal              | Québec solidaire             | Rosemont                    |
|  | Louis-Charles Thouin          | Coalition avenir (2018-2021) | Rousseau                    |
|  | Louis-Charles Thouin          | Indépendant (2021)           | Rousseau                    |
|  | Louis-Charles Thouin          | Coalition avenir (2021-2022) | Rousseau                    |
|  | Émilise Lessard-Therrien      | Québec solidaire             | Rouyn-Noranda–Témiscamingue |
|  | Geneviève Hébert              | Coalition avenir             | Saint-François              |
|  | Dominique Anglade             | Libéral                      | Saint-Henri–Sainte-Anne     |
|  | Chantal Soucy                 | Coalition avenir             | Saint-Hyacinthe             |
|  | Louis Lemieux                 | Coalition avenir             | Saint-Jean                  |
|  | Youri Chassin                 | Coalition avenir             | Saint-Jérôme                |
|  | Marwah Rizqy                  | Libéral                      | Saint-Laurent               |
|  | Manon Massé                   | Québec solidaire             | Sainte-Marie–Saint-Jacques  |
|  | Christopher Skeete            | Coalition avenir             | Sainte-Rose                 |
|  | Danielle McCann               | Coalition avenir             | Sanguinet                   |
|  | Christine Labrie              | Québec solidaire             | Sherbrooke                  |
|  | Marilyne Picard               | Coalition avenir             | Soulanges                   |
|  | Lionel Carmant                | Coalition avenir             | Taillon                     |
|  | Catherine Dorion              | Québec solidaire             | Taschereau                  |
|  | Pierre Fitzgibbon             | Coalition avenir             | Terrebonne                  |
|  | Jean Boulet                   | Coalition avenir             | Trois-Rivières              |
|  | Denis Lamothe                 | Coalition avenir             | Ungava                      |
|  | Ian Lafrenière                | Coalition avenir             | Vachon                      |
|  | Mario Asselin                 | Coalition avenir             | Vanier-Les Rivières         |
|  | Marie-Claude Nichols          | Libéral                      | Vaudreuil                   |
|  | Suzanne Dansereau             | Coalition avenir             | Verchères                   |
|  | Isabelle Melançon             | Libéral                      | Verdun                      |
|  | Frantz Benjamin               | Libéral                      | Viau                        |
|  | Jean Rousselle                | Libéral                      | Vimont                      |
|  | Jennifer Maccarone            | Libéral                      | Westmount–Saint-Louis       |